# Museo della tecnica e dei trasporti ungherese

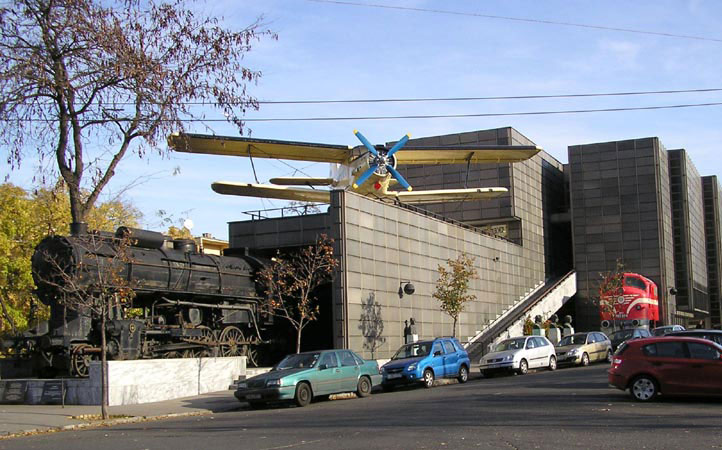
Locomotive e un aereo Antonov An-2 all'esterno del vecchio edificio

Il Museo della tecnica e dei trasporti ungherese (in magiaro Magyar Műszaki és Közlekedési Múzeum), tuttora spesso indicato con il precedente nome di Museo dei Trasporti (Közlekedési Múzeum), è un museo che si trova nel Városliget di Budapest.
Il museo ha una collezione di locomotive e vagoni ferroviari in scala 1:5, che mostrano un'ampia gamma di tecnologie ferroviarie. Il museo espone anche una locomotiva e un vagone a grandezza naturale e una stazione ferroviaria del 1900.
In altre parti del museo ci sono esposizioni riguardanti la storia del traffico stradale, con particolare attenzione al trasporto pubblico di Buda e Pest prima della comparsa dei tram e degli omnibus, e della vela.
È inoltre presente una mostra permanente sulla storia del volo e del volo spaziale, con velivoli originali ungheresi e stranieri, tra cui un Junkers F-13, il primo aereo da trasporto interamente in metallo, e la cabina del primo astronauta ungherese, Bertalan Farkas. Il museo possiede inoltre la collezione di aerei presente nell'Aeropark, un museo dell'aviazione vicino all'aeroporto di Budapest e dedicato alla storia dell'aviazione civile ungherese.
Il museo è temporaneamente chiuso per lavori di ristrutturazione, al termine della quale verrà realizzato un edificio completamente nuovo.